# Câmara Municipal de Betio
A Câmara Municipal de Betio é um dos orgãos responsáveis pela administração de Taraua do Sul, capital do Quiribáti. Abrange toda a administração da ilha de Betio.